# Rinorea arborea
Rinorea arborea là một loài thực vật có hoa trong họ Hoa tím. Loài này được (Thouars) Baill. miêu tả khoa học đầu tiên năm 1886.